# Колокольчик бородатый
Колокольчик бородатый (лат. Campanula barbata) — травянистое растение; вид рода Колокольчик семейства Колокольчиковые.

## Ботаническое описание
Многолетнее травянистое растение высотой от 10 до 40 сантиметров. Прямостоячий стебель жестковолосистый. Базальные листья расположены в розетке. Листовая пластинка удлинённо-ланцетная, с цельными краями или слегка пильчатая. Есть только несколько маленьких, узких стеблевых листьев длиной до 10 миллиметров.
Период цветения — с июня по август. В соцветии от двух до двенадцати поникающих цветков.
Гермафродитные цветки пятизубчатые с двойным околоцветником. Пять долей чашечки не более половины длины венчика и имеют поникающий, сердцевидный отросток в углублениях чашечки. Небесно-голубой, также белый или пурпурный венчик длиной около 15-30 миллиметров, а пять лопастей венчика имеют длинные волоски внутри.
Волосатый плод наклонен вниз.
Число хромосом 2n = 34.

## Распространение и экология
Вид является гемикриптофитом.
Опылителями в основном являются шмели, бабочки, мухи или жуки.
Волоски длиной до 5 миллиметров на внутренней стороне венчика, вероятно, являются защитой от ползающих насекомых (муравьев, уховерток), добывающих нектар.
Цветок служит укрытием для мелких насекомых, разница с внешней температурой может составлять несколько градусов.
Встречается в Альпах, восточных Судетах и Татрах. Единичные экземпляры найдены в Южной Норвегии, вероятно, относятся к ледниковому периоду.
Произрастает в Альпах на высоте от 800 до 2700 м. В Альпах Алльгау поднимается до высоты 2300 м.
Предпочитает пастбища, луга и негустые леса. Растению необходима гумусовая подушка в качестве субстрата.

## Таксономия
Вид впервые научно описан в 1759 году Карлом Линнеем. Видовой эпитет barbata означает бородатый.
Не редко встречается мутация с цветами белого цвета.
Народные названия в Австрии — Kuhglocke, Himmelsglöckle и Muttergottesglöckle.